# Kulaši
Kulaši (en serbe cyrillique : Кулаши) est un village de Bosnie-Herzégovine. Il est situé dans la municipalité de Prnjavor et dans la république serbe de Bosnie. Selon les premiers résultats du recensement bosnien de 2013, il compte 542 habitants.

## Démographie

### Évolution historique de la population dans la localité
| 1948 | 1953 | 1961  | 1971  | 1981  | 1991  | 2013 |
| ---- | ---- | ----- | ----- | ----- | ----- | ---- |
| -    | -    | 1 033 | 1 149 | 1 368 | 1 234 | 542  |

|  |

### Communauté locale
En 1991, la communauté locale de Kulaši comptait 2 185 habitants, répartis de la manière suivante :